# Hervid Vallin
Nils Hervid Vallin, född 1 juli 1893 i Karlskrona, död 19 juli 1980 i Helsingborg, var en svensk lärare och botaniker.
Hervid Vallin var son till Karl Vallin och Ellen Maria Nilsson och bror till Sten Vallin. Han avlade studentexamen i Helsingborg 1911 och studerade därefter vid Lunds universitet där han blev filosofie magister 1917, filosofie licentiat 1923 och filosofie doktor 1925. han var extraordinarie amanuens vid botaniska institutionen i Lund 1913–1918, hade lärarförordnanden vid olika läroverk från 1920, blev lektor i biologi och kemi vid Falu läroverk 1930 samt var lektor i biologi och kemi vid Helsingborgs läroverk för flickor från 1931. I allmänt botanisk syfte besökte han olika delar av Sverige samt 1912 Skottland och Norge samt 1913 Bornholm, och han bedrev växtgeografiska studier i olika delar av Europa. Vallins botaniska insats var främst knuten till Hallands Väderö, där han från 1919 utförde undersökningar över florans sammansättning, utbredning och förändringar med mera. Han tillhörde 1942 stiftarna av Sällskapet Hallands Väderös natur och var sedan dess styrelseledamot där. Bland hans arbeten över Hallands Väderös natur märks Ökologische Studien über Wald- und Strandvegetation mit besonderer Berücksichtigung der Erlensümpfe auf Hallands Väderö in SW-Schweden (1925, doktorsavhandling), Eine pflanzenökologische Vergleichung zwichen dem Erlenwald auf Hallands Väderö in SW-Schweden und dem Erlenwald bei den Kleinen Karpathen in der Tschechoslowakei (i Flora, 1927) och Beta maritima L. på Hallands Väderö (i Botaniska notiser, 1939). Vallin bidrog även genom uppsatser i fackpressen om naturskydd och växtekologi och genom monografin Besök på Hallands Väderö (1949) till kunskap om öns egenartade natur.